# Réadaptation cardiaque

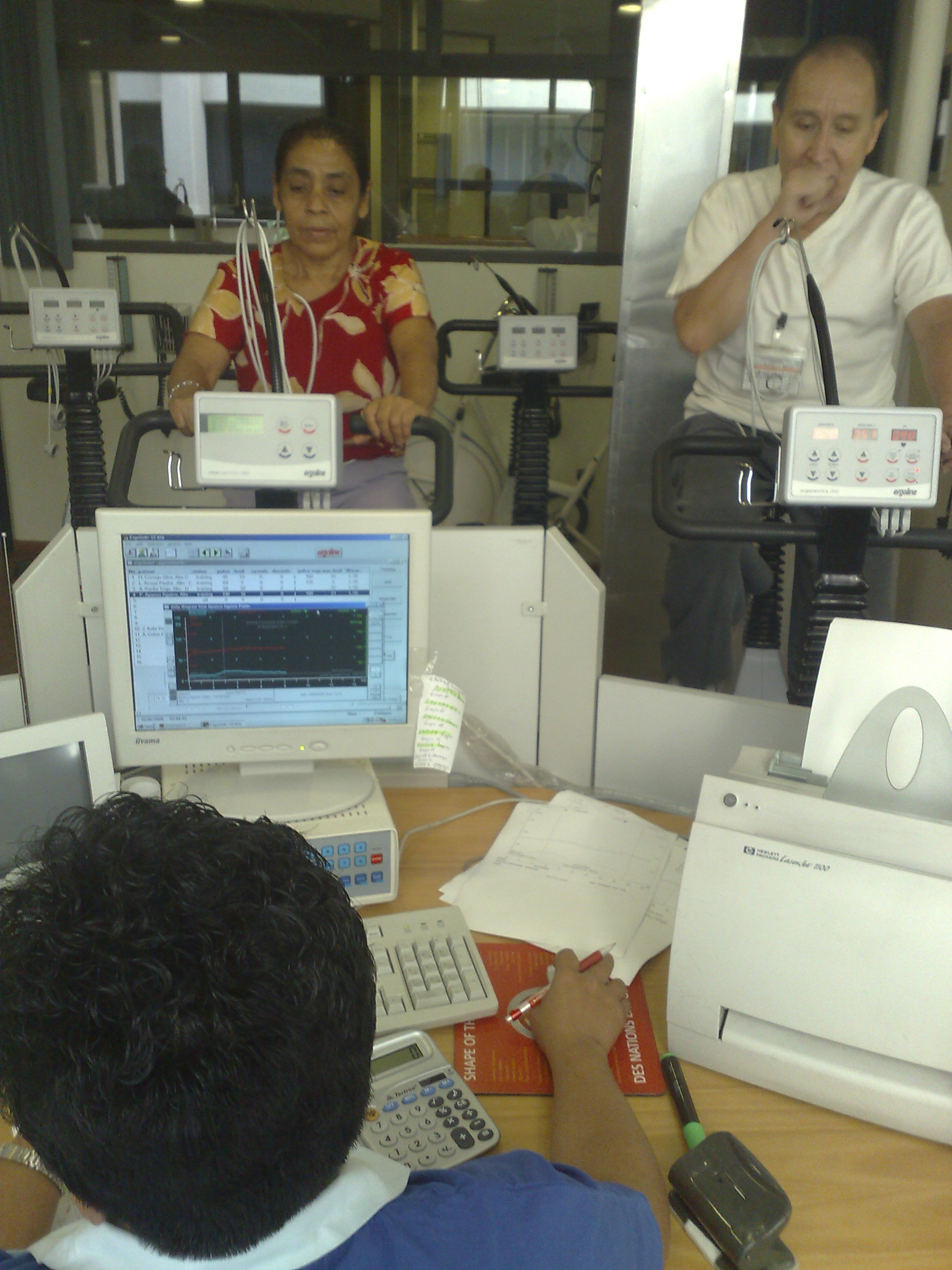
Réadaptation via appareils médicaux

La réadaptation cardiaque (ou réhabilitation cardiaque) est un ensemble de soins destiné à ré-entraîner un cœur malade ou convalescent à l'effort.
Elle se fait dans des centres spécialisées, dits de réadaptation ou de réhabilitation cardiaque, soit en hospitalisation, soit en ambulatoire. Elle va de pair avec une éducation thérapeutique du patient.

## Réalisation
La réadaptation consiste essentiellement à faire faire des efforts progressifs et gradués à un patient sous surveillance médicale (en particulier par  électrocardiogramme), dans des conditions proches d'une épreuve d'effort. Elle est associée à une éducation sur le mode de vie, afin de diminuer les facteurs de risque cardio-vasculaire (régime, arrêt des addictions, dont le tabac, incitation à l'effort physique).
Elle peut être fait au cours d'un séjour dans un centre spécialisé, mais aussi en ambulatoire.
La durée est variable, de l'ordre de quelques semaines.

## Indications
- Infarctus du myocarde à distance de la phase aiguë : la réadaptation résulte en une meilleure forme physique avec une diminution de la fréquence cardiaque au repos[2]. Le réentraînement n'est pas forcément intense pour être efficace[3].
- Après une angioplastie coronaire : l'entraînement physique améliore la qualité de vie et la capacité à l'effort, avec une baisse du nombre de réhospitalisation[4].
- Insuffisance cardiaque, à distance d'un épisode de décompensation ;
- Suivi et surveillance post chirurgie cardiaque.

Dans tous les cas, le ré-entraînement à l'effort a pour conséquence une amélioration de la forme physique quantifiée par un gain en équivalent métabolique (MET), ce dernier étant inversement corrélé avec la mortalité cardiaque. Il permet une amélioration des conséquences psychologiques de la maladie. Chez le coronarien, il semble exister un gain en termes de mortalité et de diminution du nombre de réhospitalisation. Les bénéfices ne sont cependant pas constamment retrouvés, en raison possiblement de protocoles différents de réadaptation.

## Statistiques
Aux États-Unis, environ 60 % des patients ayant eu une angioplastie coronaire ont été adressés en réadaptation cardiologique.